# 肉球

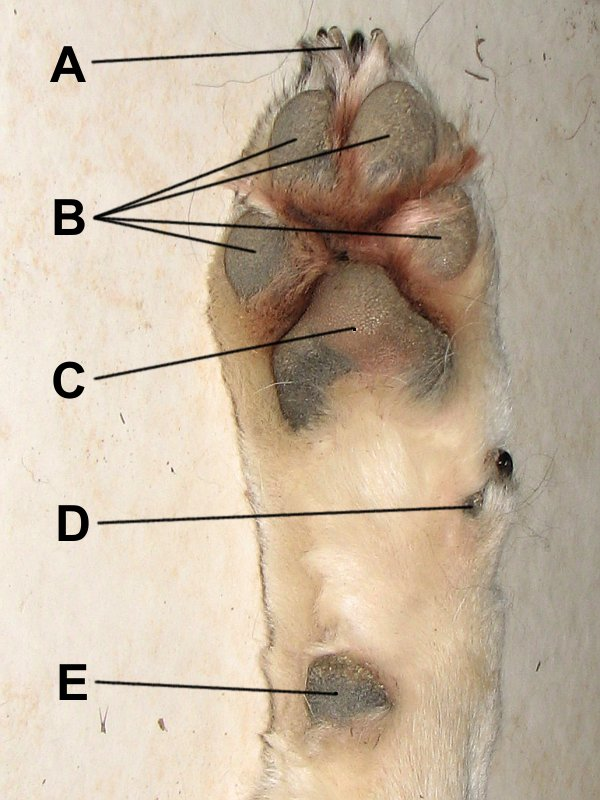
イヌの肉球
A.爪
B.指球/趾球
C.掌球/足底球
D.狼爪
E.手根球

肉球（にくきゅう）とは、主に食肉目の動物の足裏部に見られる、盛り上がった無毛の部分の名称。
正式には蹠球（しょきゅう）と言うが、肉球の一部を指す「掌球」との混同を避ける目的もあり一般的に肉球と俗称される。英語では肉球の並んでいる足を指して paw、個々の肉球を pad と呼び区別する。

## 構造
同様の外見・構造をしていても前足と後ろ足で名称が区別される。
- 前足
  - 掌球（しょうきゅう、metacarpal pad） - 前足の裏、中央に位置する大きめの肉球。字で分かるように、人間の掌に相当する。
  - 指球（しきゅう、digital pad） - 掌球の外側に5つ並んだ肉球。1つは他の4つと離れて位置しており、これが人間の親指に相当する。
  - 手根球（しゅこんきゅう、carpal pad） - 掌球の上部、人間の手首に相当する位置にある肉球。後ろ足には類似する肉球は存在しない。
- 後ろ足
  - 足底球（そくていきゅう、footpad） - 後ろ足の裏、中央に位置する大きめの肉球。狭義にはこの部分を蹠球と呼ぶ。
  - 趾球（しきゅう、digital pad） - 足底球（蹠球）の外側に4つ並んだ肉球。

押すとぷにぷにとした独特の触感がある。外側は角質層が厚くなったもので覆われており、地表の突起物による負傷や磨耗から足裏を保護する。表面は顆粒状になっており、平滑面でも滑らずに歩行できる。角質層の下部は、脂肪組織を含んだ弾性線維が網目状になっている。肉球の周囲には大きく発達した汗腺がある。
色や模様、形状、柔らかさなどには個体差があり、生息する環境に合わせて変化する。例えば、野生のネコの肉球は、室内で飼育されているネコに比べて厚く、また硬くなっている。また主にネコに多い多指症という奇形の場合は指球が指の数だけ多くなる。
怪我をした際、縫うことは非常に困難である。

## 役割
獲物に接近する際に気付かれないように足音を消す働きがある。また、歩行時や樹上などから飛び降りる際の衝撃を緩和する役目もある。ネコの手根球の上部には2〜3本の毛が生えており、歩行時に触覚器としての役割をこなす。
ネコ目の動物の中でもアシカ亜目（鰭脚類）に属するアザラシ、アシカ、セイウチなどの海生哺乳類には肉球がない（そもそも歩行しないので肉球は不要である）。

## 肉球を持つ動物
- ネコ科の動物
- イヌ科の動物
- クマ科の動物
- アライグマ
- イタチ科の動物
- ネズミ目の動物（一部）
- 有袋類の動物（ウォンバット、フクロミツスイ等）

### 参考画像

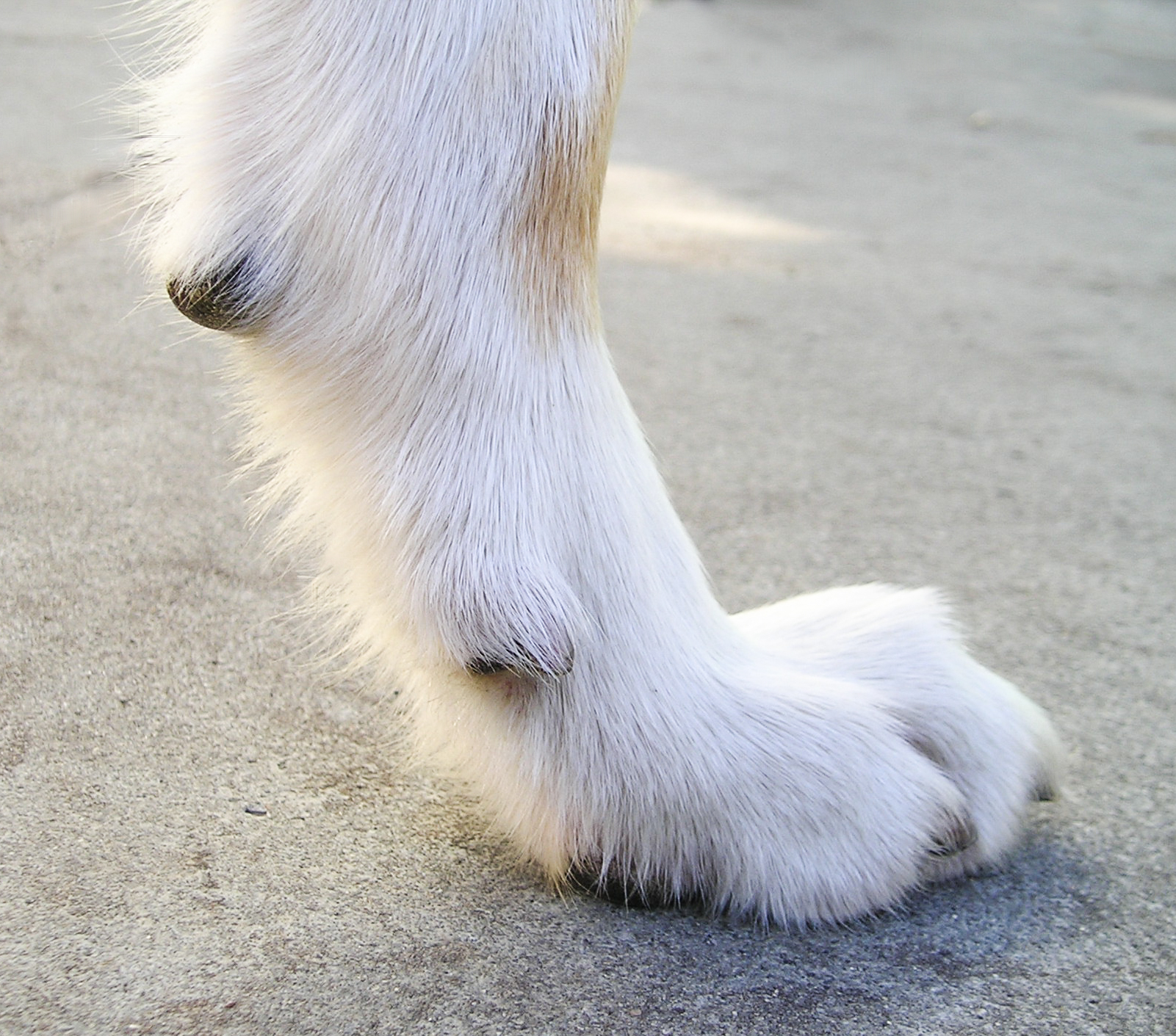
硬いコンクリート上に着地しているイヌの肉球
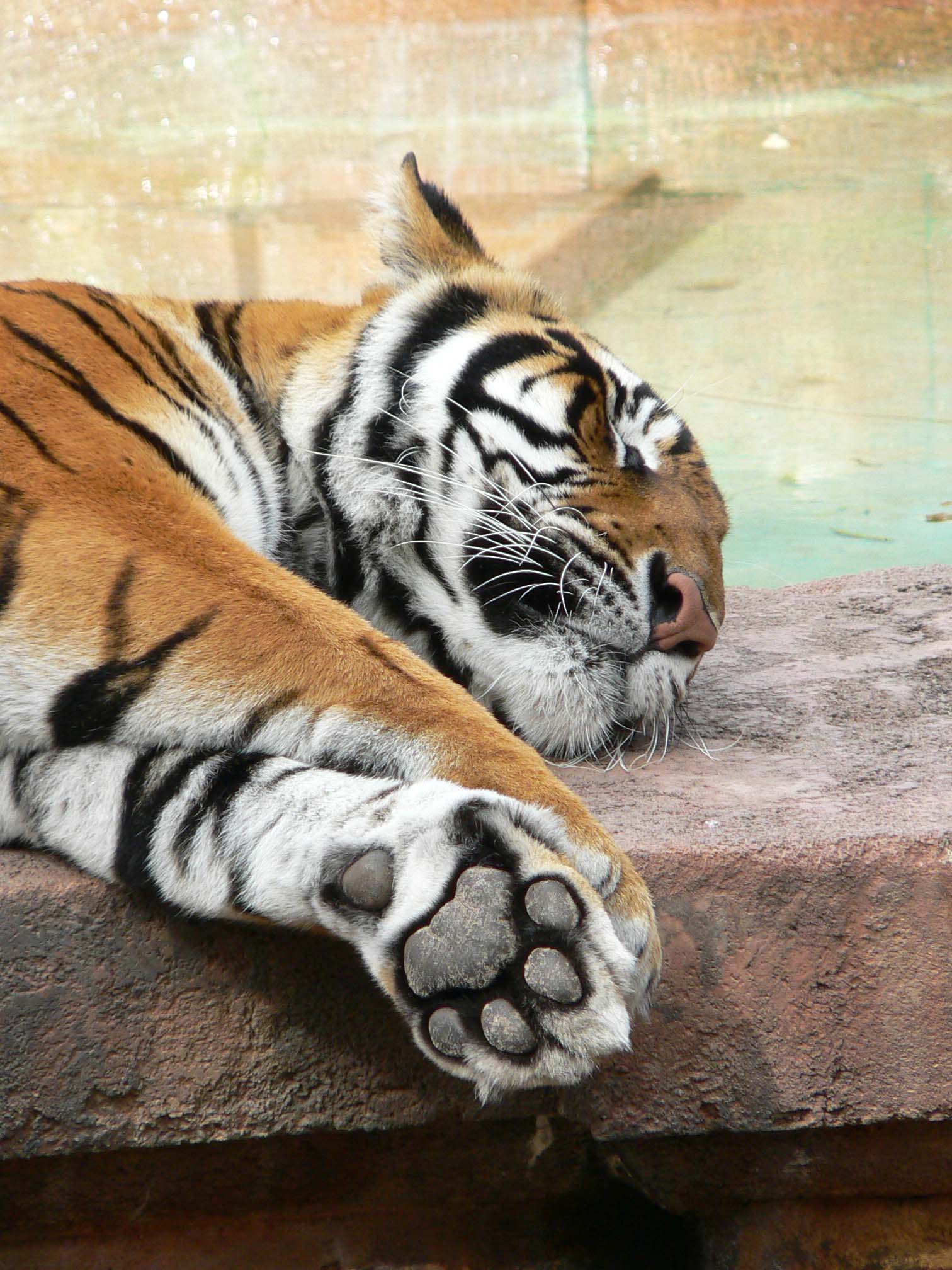
トラの肉球
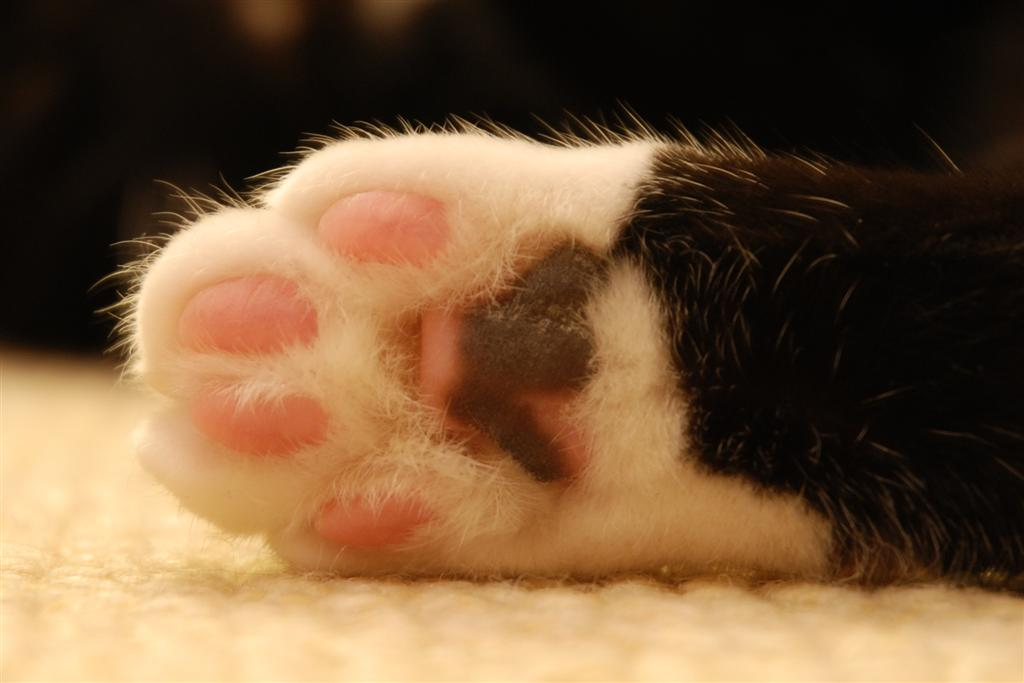
ネコの肉球
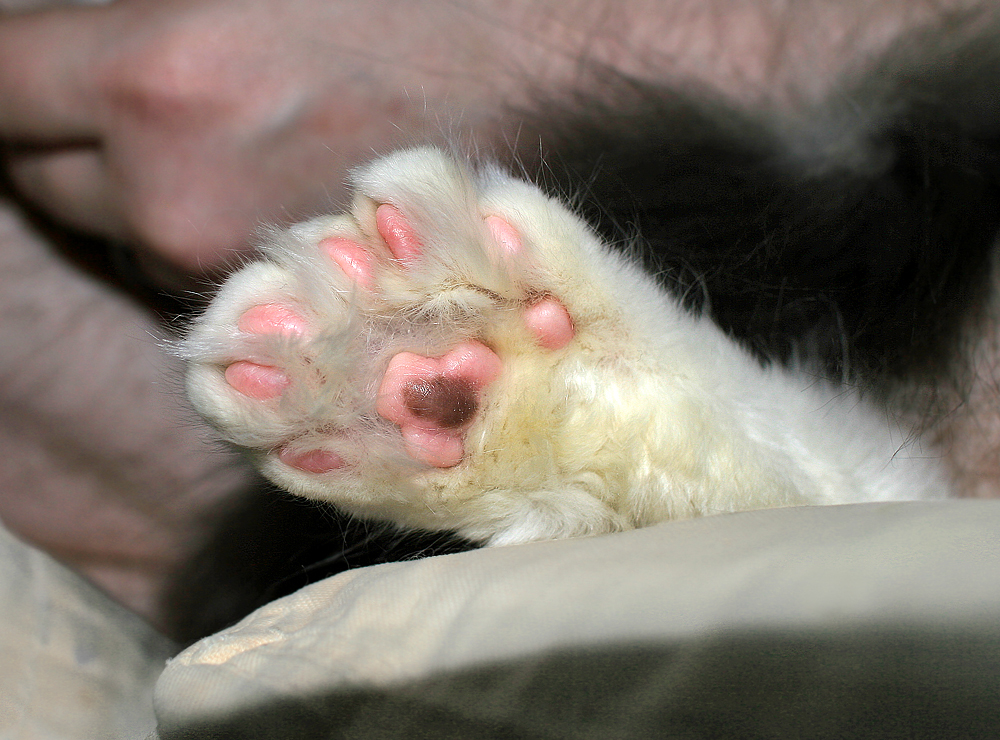
多指症により7本の指があるネコの後肢の肉球

## 意匠としての肉球
人間との付き合いが長い動物である故かネコを意匠とする商品は多く存在するが、中にはネコそのものではなく、肉球を主役とした猫の掌部分を意匠として取り入れたものも少なくない。その独特の手触りに「癒やし」を感じる人もおり、そうした感触を再現した玩具なども存在する。